# Listă de catedrale
Lista de catedrale enumeră lăcașele de cult creștin care au servit sau servesc drept sediu episcopal, respectiv care sunt deservite de un stareț (abate) cu jurisdicție episcopală.

## Europa

### Austria
- Catedrala din Eisenstadt
- Catedrala Sfântul Egidiu din Graz
- Domul din Innsbruck
- Catedrala Veche din Linz
- Domul din Linz
- Bazilica Nașterea Sfintei Fecioare Maria de la Mariazell
- Catedrala din Salzburg
- Bazilica din Seckau
- Catedrala din Sankt Pölten
- Viena:
  - Biserica Greacă din Viena
  - Catedrala Sfântul Ștefan din Viena

### Belarus
- Catedrala din Minsk

### Belgia
- Catedrala din Anvers
- Bruges: Liebfrauenkirche
- Basilique National du Sacré-Coeur din Bruxelles
- Catedrala Saint Michel din Bruxelles
- Louvain: Sint Pieter (Louvain)
- Mechelen: Catedrala din Mechelen

### Bulgaria
- Sofia: 
  - Biserica Sfânta Sofia din Sofia
  - Catedrala Alexandr Nevski din Sofia
- Plovdiv: Catedrala Sfântul Ludovic din Plovdiv⁠(fr)[traduceți]
- Ruse: Catedrala Sfântul Paul al Crucii din Ruse
- Varna: Catedrala Adormirea Maicii Domnului din Varna

### Cehia

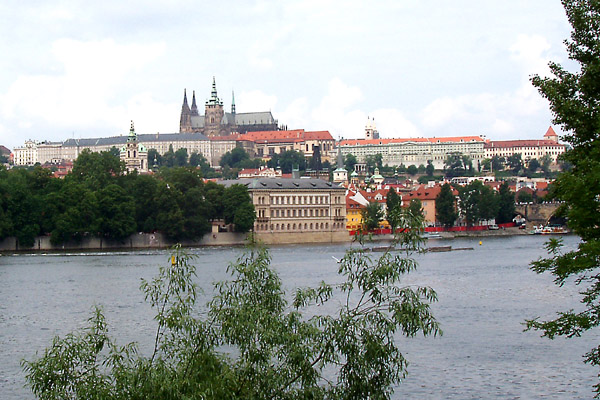
Catedrala Sfântul Vitus din Praga

- Catedrala Sfinții Petru și Paul din Brno
- Catedrala Sfântul Vitus din Praga
- Catedrala Sfinții Chiril și Metodie din Praga
- Catedrala Pogorârea Sfântului Duh din Hradec Králové⁠(en)[traduceți]

### Croația
- Nin: Biserica Sfânta Cruce din Nin⁠(en)[traduceți]
- Poreč: Bazilica Eufrasiană
- Sibenik: Catedrala din Sibenik
- Split: Catedrala Sfântul Domnius din Split
- Zadar: Sveti Donat
- Zagreb: Catedrala din Zagreb

### Danemarca

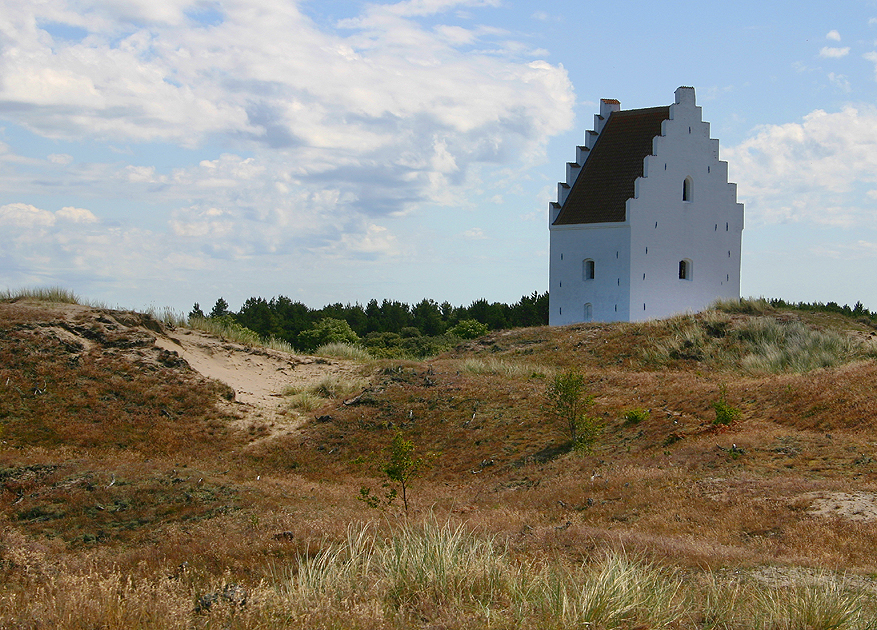
Versandete Kirche

- Århus: Domul din Århus
- Copenhaga: St.-Petri-Kirche
- Ribe: Dom zu Ripen
- Roskilde: Catedrala din Roskilde
- Skagen: Versandete Kirche

### Elveția
- Basel: Basler Münster sec.XII-XIV

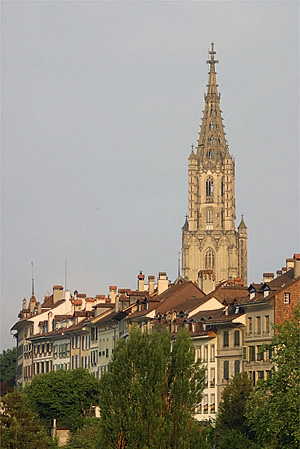
Berner Münster

- Berna: Catedrala din Berna, sec. al XV-lea (biserică gotică)
- Cuira: Catedrala Înălțarea la cer a Sf. Maria, sec. XIII
- Einsiedeln: Mănăstirea Einsiedeln, sec. XVIII
- Catedrala din Fribourg
- Geneva: Catedrala Sf. Petru, sec.XII
- Catedrala Notre-Dame din Lausanne, sec. XIII
- Catedrala Sfântul Laurențiu din Lugano
- Sion: Catedrala Notre-Dame-du-Glarier, sec.XV
- Solothurn: Catedrala Sf. Urs și Victor, sec. XVIII
- St. Gallen: Catedrala din St. Gallen (patrimoniu UNESCO), sec. XVIII
- Saint-Maurice, Elveția: Abația Saint-Maurice
- Zürich:
  - Grossmünster, sec. XII
  - Fraumünster, sec. XIII, vitralii de Marc Chagall

### Estonia
- Tallinn:
  - Mariendom
  - Alexander-Newski-Kathedrale

### Finlanda
- Helsinki:
  - Dom
  - Catedrala Uspenski
- Petäjävesi: Holzkirche

### Franța
- Amiens: Notre-Dame d'Amiens
- Chartres: Notre-Dame de Chartres

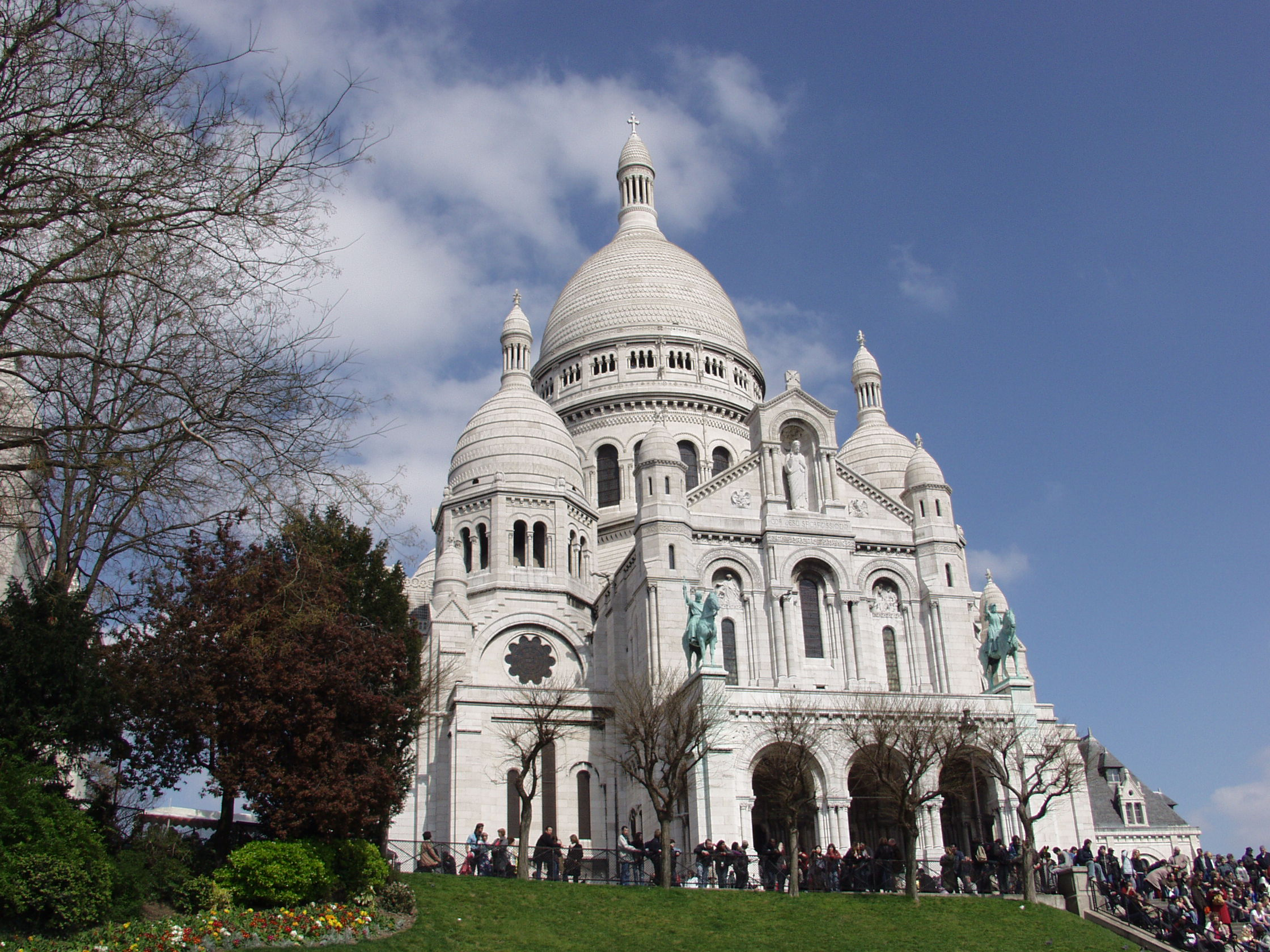
Basilique du Sacré-Cœur

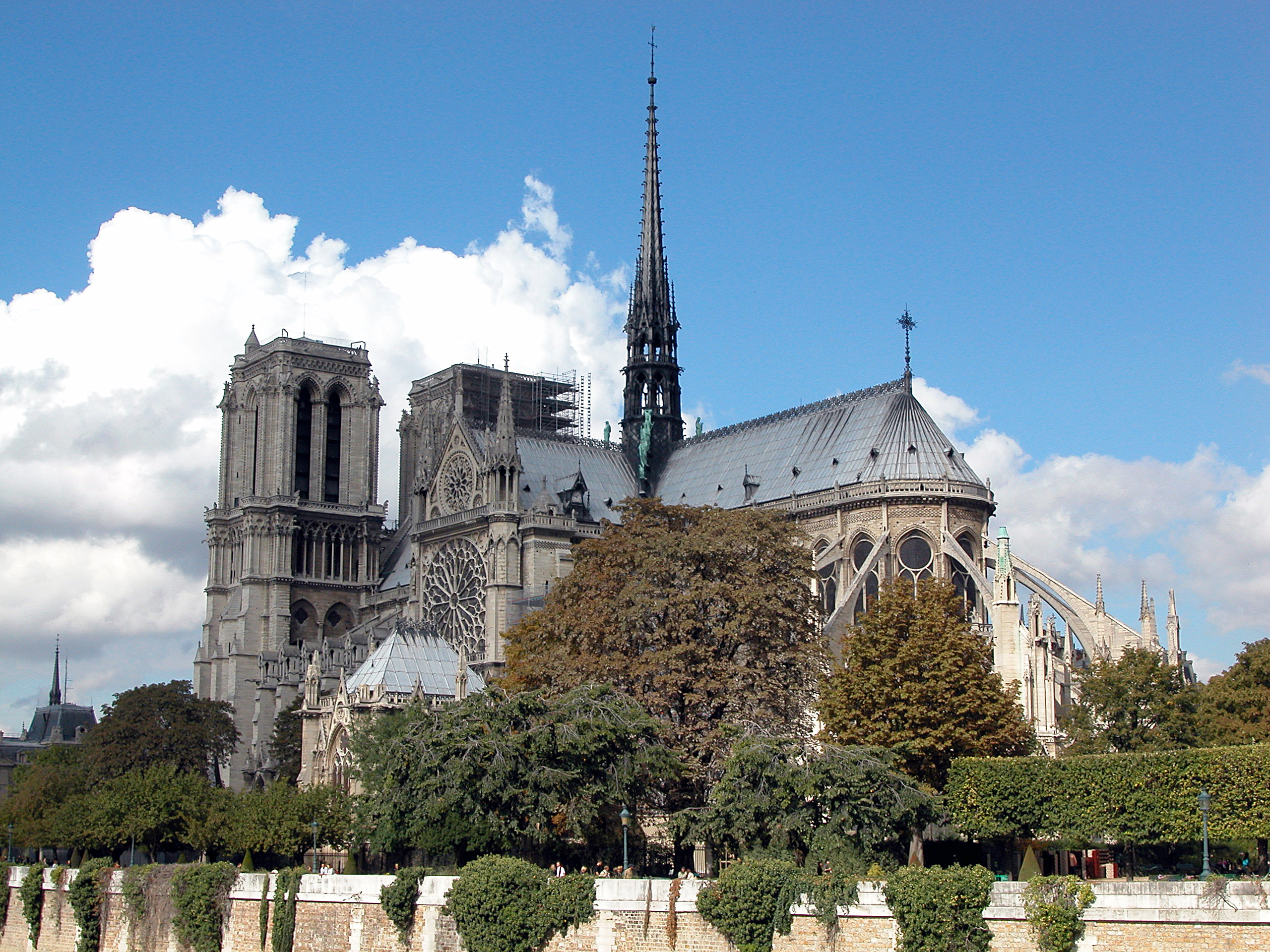
Catedrala Notre-Dame de Paris (dinspre sud)

- Laon: Catedrala Notre-Dame din Laon
- Lyon: Konvent von La Tourette
- Metz: Catedrala Saint-Etienne
- Nantes: Catedrala din Nantes
- Paray-le-Monial: Sacré-Coeur
- Paris:
  - Notre-Dame de Paris
  - Basilique du Sacré-Cœur
  - Sainte-Chapelle, capelă în stil gotic, încorsetată între zidurile Palatului de Justiție / Conciergerie
- Reims: 
  - Notre-Dame de Reims, biserică de încoronare a regilor Franței
  - Saint Remi, romanische Basilika
- Ronchamp, departamentul Haute-Saône: Capela Notre Dame du Haut, arhitect: Le Corbusier
- Notre-Dame de Rouen
- Saint-Denis: Bazilica Saint-Denis, locul de pornire a stilului gotic[1]
- Catedrala din Strasbourg
- Thomaskirche (Straßburg), „Kathedrale des elsässischen Protestantismus“
- Thann: Münster zu Thann
- Troyes
- Catedrala din Toulouse

### Grecia
- Heraklion: Catedrala Sfântul Mina
- Salonic: Biserica Sfântul Dumitru

### Irlanda
- Dublin:
  - St. Patrick’s Cathedral
  - Christ Church Cathedral

### Islanda
- Reykjavík: Hallgrímskirkja

### Italia
- Anagni: Catedrala din Anagni

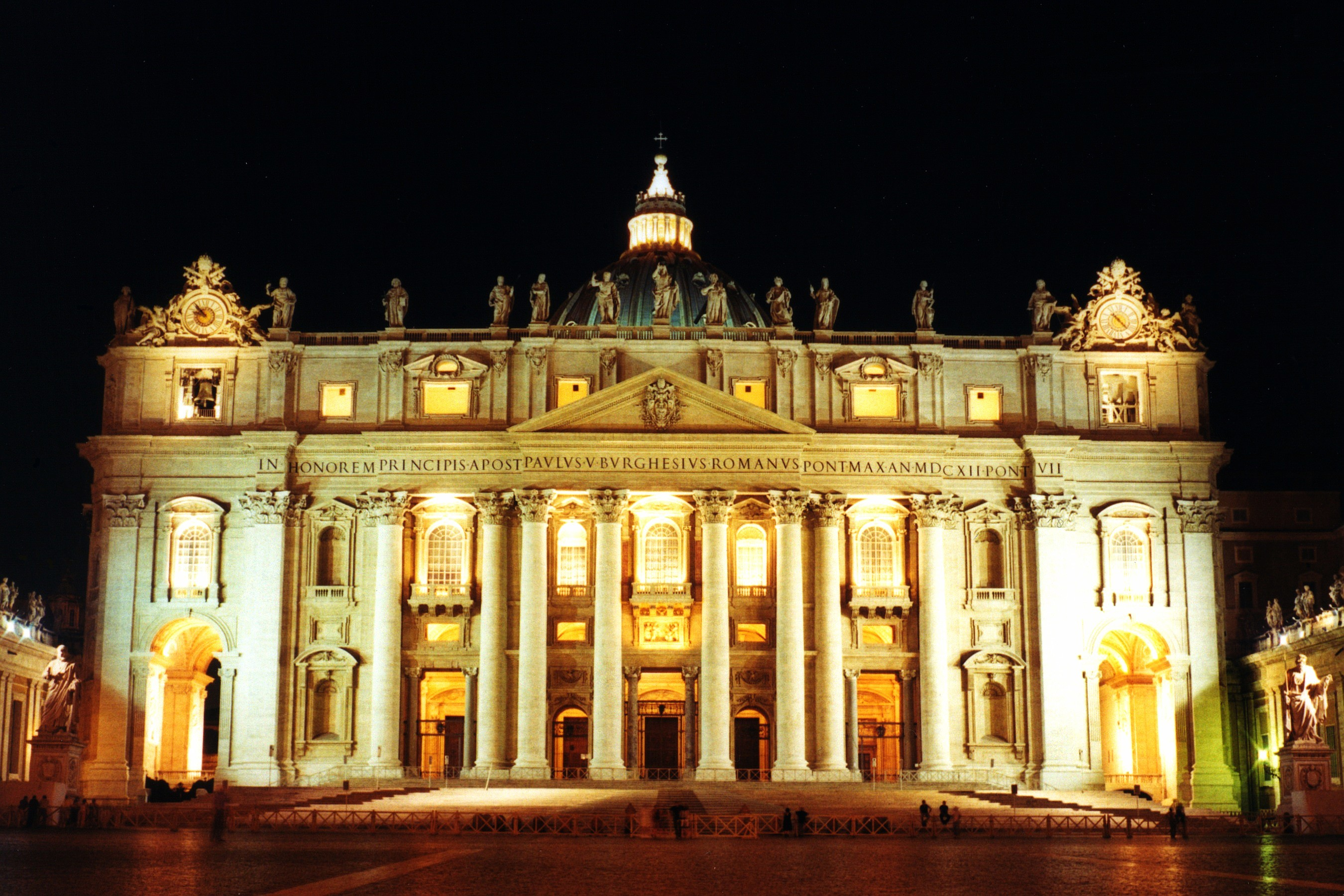
Bazilica Sf. Petru

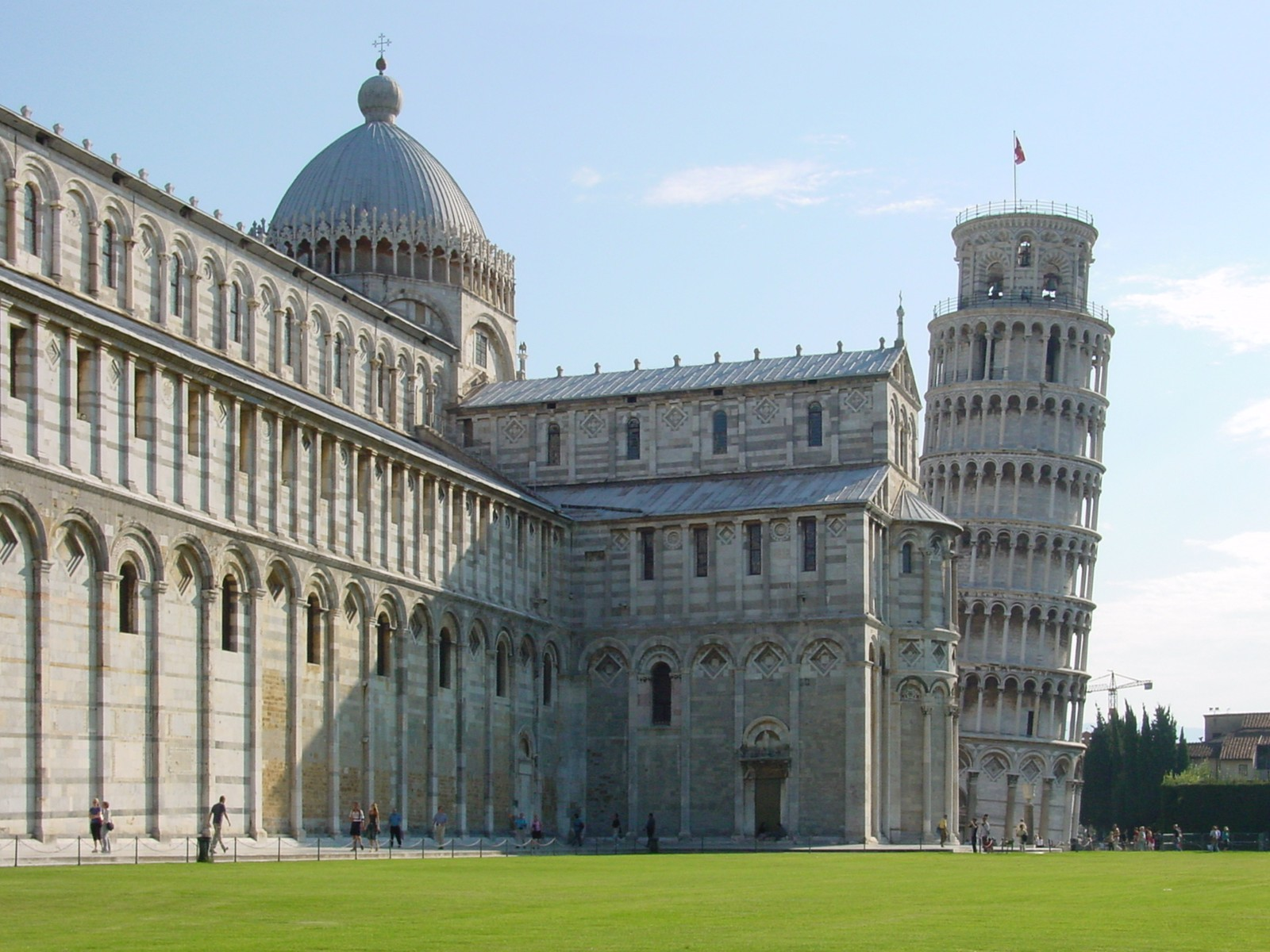
Domul din Pisa

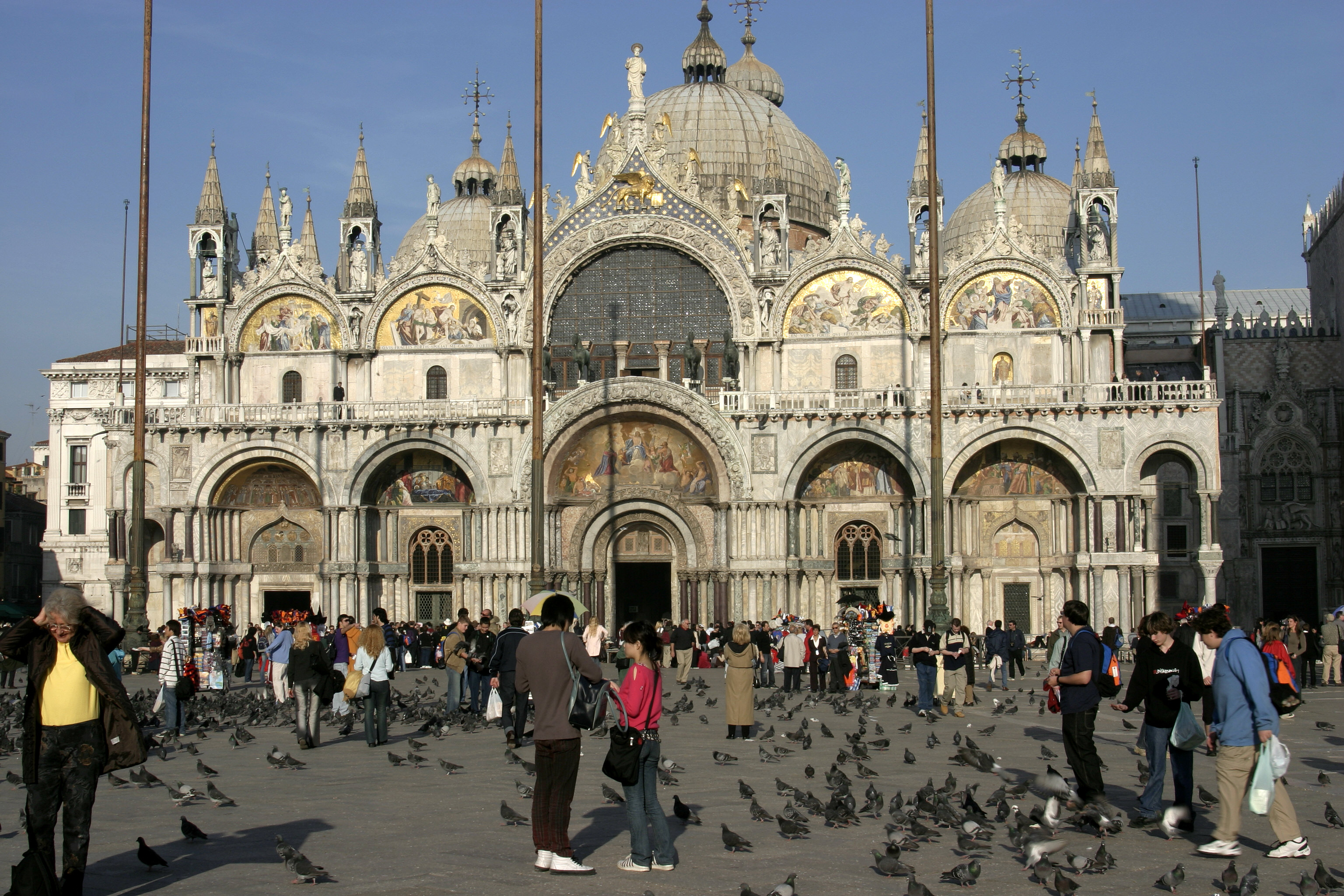
Bazilica San Marco din Veneția

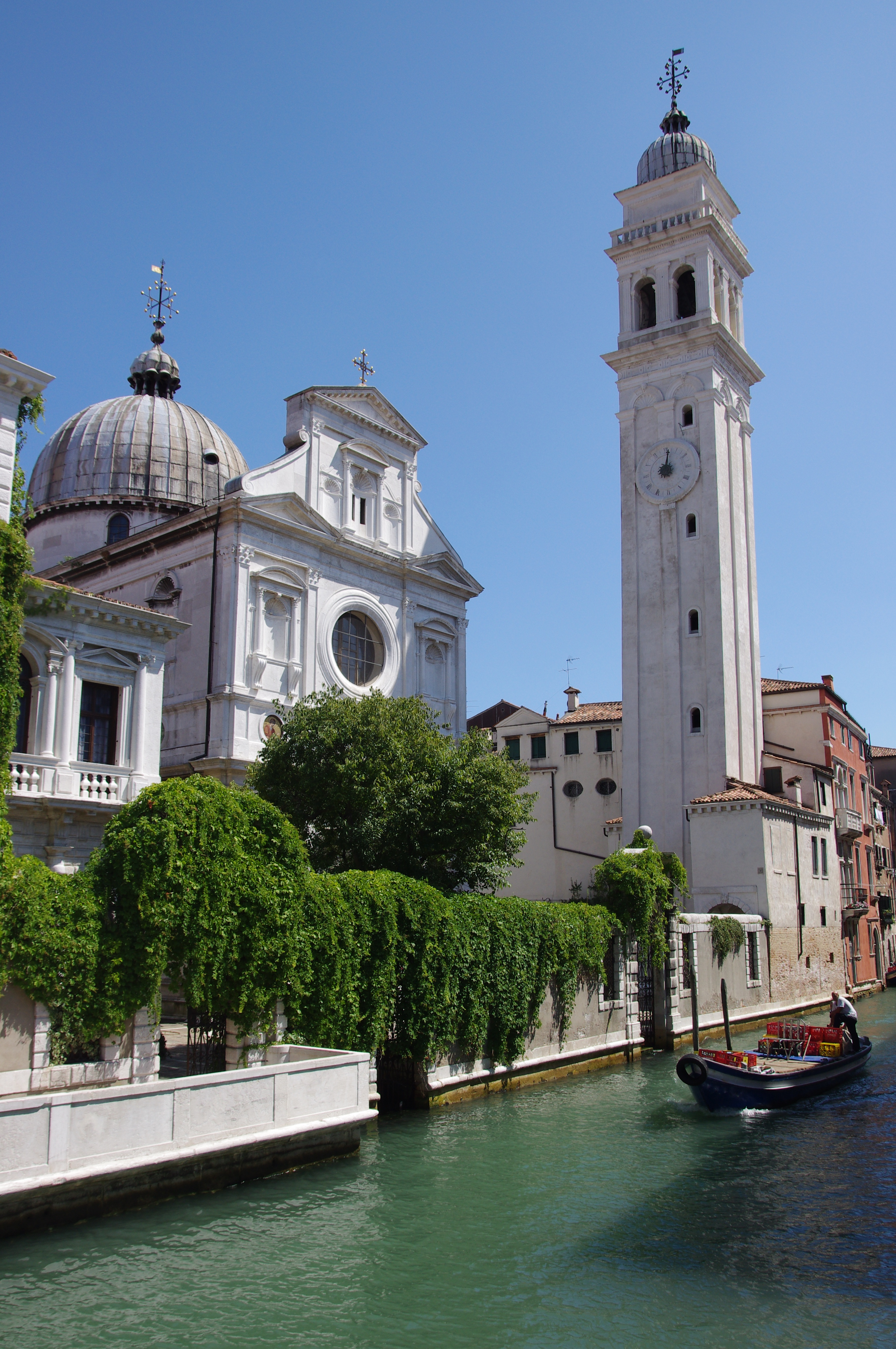
San Giorgio dei Greci (Veneția)

- Benevento: Catedrala din Benevento
- Caorle: Catedrala din Caorle
- Cassino: Monte Cassino
- Florența:
  - Santa Maria del Fiore
  - Santa Croce
- Milano: Domul din Milano
- Modena: Domul din Modena
- Napoli: Catedrala din Napoli
- Palermo: Catedrala din Palermo
- Pisa: Domul Santa Maria Assunta
- Ravenna:
  - Sant'Apollinare in Classe
  - San Vitale
- Roma:
  - Biserica Sf. Atanasie
  - Santa Maria in Trastevere
  - Il Gesù
  - San Giovanni in Laterano
  - Panteonul
  - Bazilica Sf. Petru
  - San Paolo fuori le mura
  - Santa Croce in Gerusalemme
  - Santa Maria Maggiore
  - Santi Sergio e Bacco (Vah)
- Torino: Catedrala din Torino
- Veneția:
  - Bazilica San Marco
  - Biserica San Apostoli
  - Biserica Santa Croce
  - Biserica San Giorgio dei Greci
  - Biserica San Giorgio Maggiore
  - San Lazzaro degli Armeni
  - Biserica San Gregorio
  - Bazilica Santa Maria della Salute
  - Biserica Sfântul Ștefan
  - Biserica San Zaccaria

### Luxemburg
- Luxemburg: Catedrala Notre Dame

### Marea Britanie
- Bath: Abbey

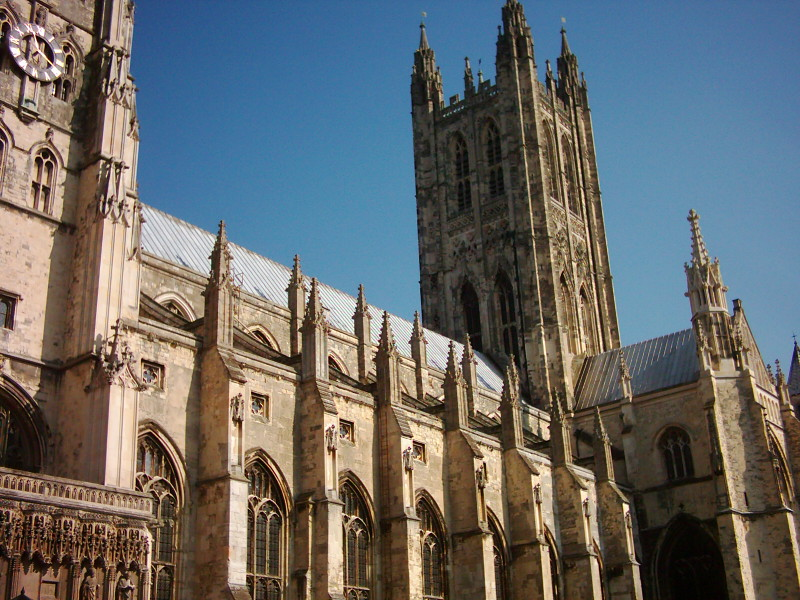
Catedrala din Canterbury

- Canterbury: Catedrala din Canterbury
- Coventry: Kathedrale
- Durham: Durham Cathedral
- Edinburgh: Catedrala Sfântul Egidiu din Edinburgh
- Ely: Kathedrale
- Exeter: Kathedrale
- Glasgow: Kathedrale
- Lincoln: Catedrala din Lincoln
- Londra:
  - Saint Paul’s Cathedral
  - Westminster Abbey
  - Westminster Cathedral
- Salisbury: Catedrala din Salisbury
- St Andrews: Catedrala Sfântul Andrei din St Andrews
- Wells: Catedrala din Wells
- Winchester: Catedrala din Winchester
- York: York Minster

### Olanda
- Amsterdam:
  - Amstelkerk
  - Nieuwe Kerk
  - Sint Nicolaaskerk
- Delft: Nieuwe Kerk, în română: Biserica Nouă
- Den Haag: Grote Kerk
- Gouda: Sankt-Jans-Kirche mit vielen Glasfenstern
- Groningen: Martinikirche mit dem Martiniturm
- Haarlem: St.-Bavo-Kirche
- 's-Hertogenbosch: St.-Johannes-Kathedrale
- Utrecht: Domul din Utrecht
- Zwolle: Bazilica Adormirea Maicii Domnului din Zwolle

### Norvegia
- Bergen: Marienkirche
- Sogn: Stabkirche von Fantoft
- Trondheim: Catedrala din Nidaros

### Polonia
- Cracovia:
  - Bazilca Sf. Maria
  - Biserica Sf. Petru și Pavel
- Częstochowa: Jasna Góra

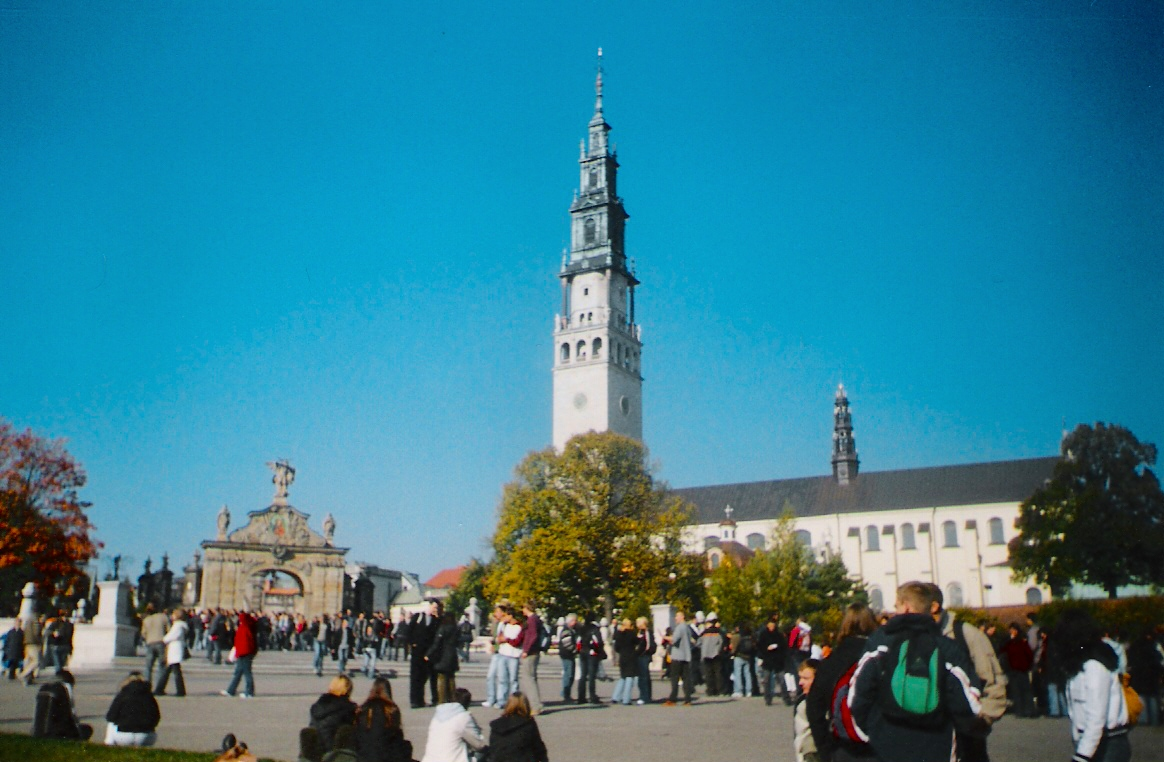
Częstochowa: Jasna Góra

- Gdańsk: Bazilica Sfânta Maria (Marienkirche)
- Katowice: Christkönigskathedrale
- Kołobrzeg: Konkathedrale von Kolberg
- Poznań: Catedrala din Poznań
- Schweidnitz: Friedenskirche
- Szczecin: Catedrala din Szczecin
- Varșovia: Catedrala Sfântul Ioan
- Wrocław: Catedrala din Wrocław

### Rusia

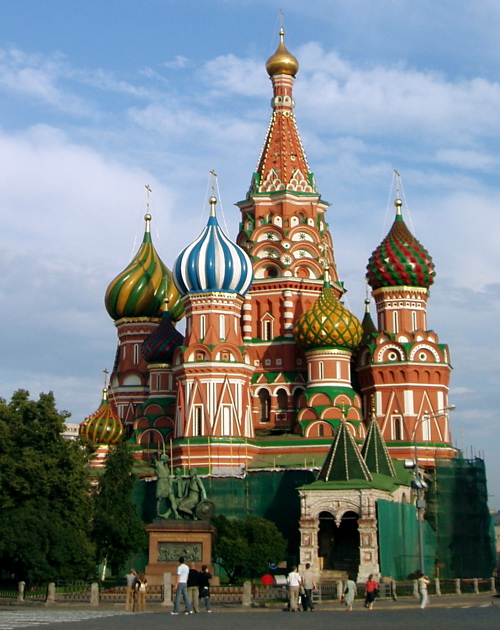
Catedrala Sf. Vasile Blajinul din Piața Roșie din Moscova

### Portugalia

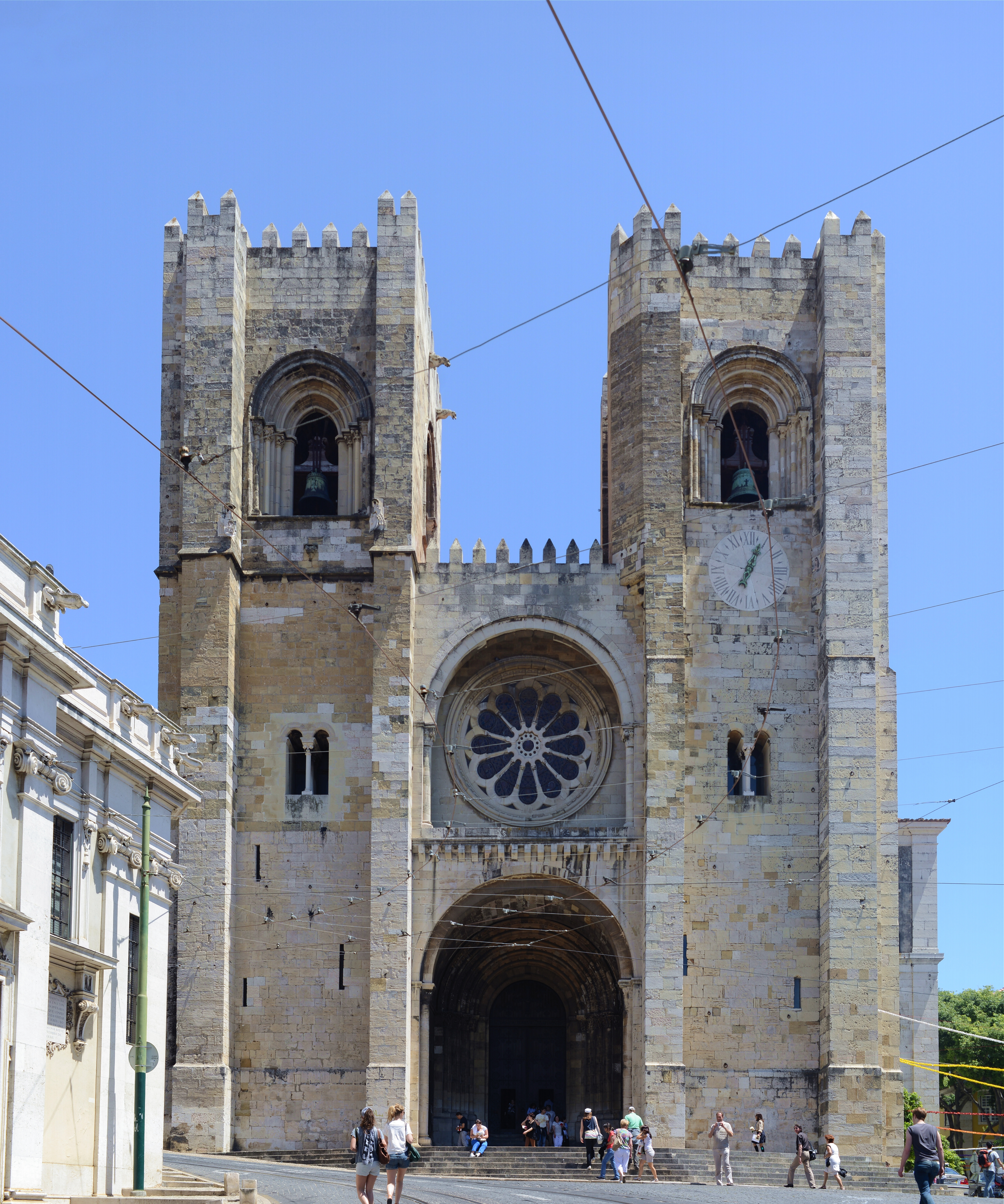
Catedrala din Lisabona

- Braga: Catedrala din Braga
- Coimbra:
  - Catedrala Veche din Coimbra
  - Catedrala din Coimbra
- Évora:
  - Catedrala din Évora
- Leiria: Catedrala din Leiria
- Lisabona:
  - Mosteiro dos Jerónimos
  - Catedrala din Lisabona
- Porto: Catedrala din Porto

### San Marino
- San Marino: Bazilica Sfântul Marin

### Serbia
- Becicherecu Mare: Catedrala din Becicherecu Mare
- Belgrad: Catedrala Sfântul Mihail din Belgrad
- Sremska Mitrovica: Catedrala „Sfântul Dimitrie” din Sremska Mitrovica
- Vârșeț: Catedrala ortodoxă română din Vârșeț

### Slovacia
- Bratislava: Catedrala Sfântul Martin de Tours
- Prešov: Catedrala Sfântul Ioan Botezătorul
- Trnava: Catedrala Sfântul Ioan Botezătorul
- Žilina: Catedrala Sfânta Treime

### Slovenia
- Ljubljana: Catedrala Sfântul Nicolae din Ljubljana

### Spania
- Barcelona:
  - Sagrada Família
  - La Catedral
- Burgos: Catedrala din Burgos
- Cordoba: Moscheea-Catedrală din Córdoba
- Jaén: Catedrala din Jaén
- León:
  - Catedrala din Leon
  - San Isidoro
- Palma: La Seu
- Santiago de Compostela: Catedrala din Santiago de Compostela
- Sevilla: Catedrala din Sevilla

### Suedia
- Lund: Catedrala din Lund
- Uppsala: Catedrala din Uppsala

### Ucraina
- Cernăuți: Catedrala Pogorârea Sfântului Duh din Cernăuți
- Ialta: Alexander-Newski-Kathedrale
- Liov:
  - Catedrala latină din Liov
  - Catedrala Sfântul Gheorghe din Liov
- Kiev: Catedrala Sfânta Sofia din Kiev
- Odessa: Catedrala Schimbarea la Față din Odesa

### Ungaria
- Budapesta:
  - Bazilica Sfântul Ștefan
  - Biserica Mátyás
  - Catedrala Ortodoxă Adormirea Maicii Domnului
- Debrețin: Marea Biserică Reformată
- Gyula: Catedrala Ortodoxă Română din Gyula
- Máriapócs: Biserica Maicii Domnului Înlăcrimată
- Pannonhalma: Abația Pannonhalma
- Szombathely: Catedrala din Szombathely
- Veszprém: Catedrala Sfântul Mihail

## America

### Argentina
- Córdoba (Argentina): Catedrala din Córdoba

### Canada
- Montréal: Notre-Dame de Montréal
- Québec: Catedrala Sfânta Treime

### Brazilia
- Brasilia: Catedrala din Brasília
- São Paulo: 

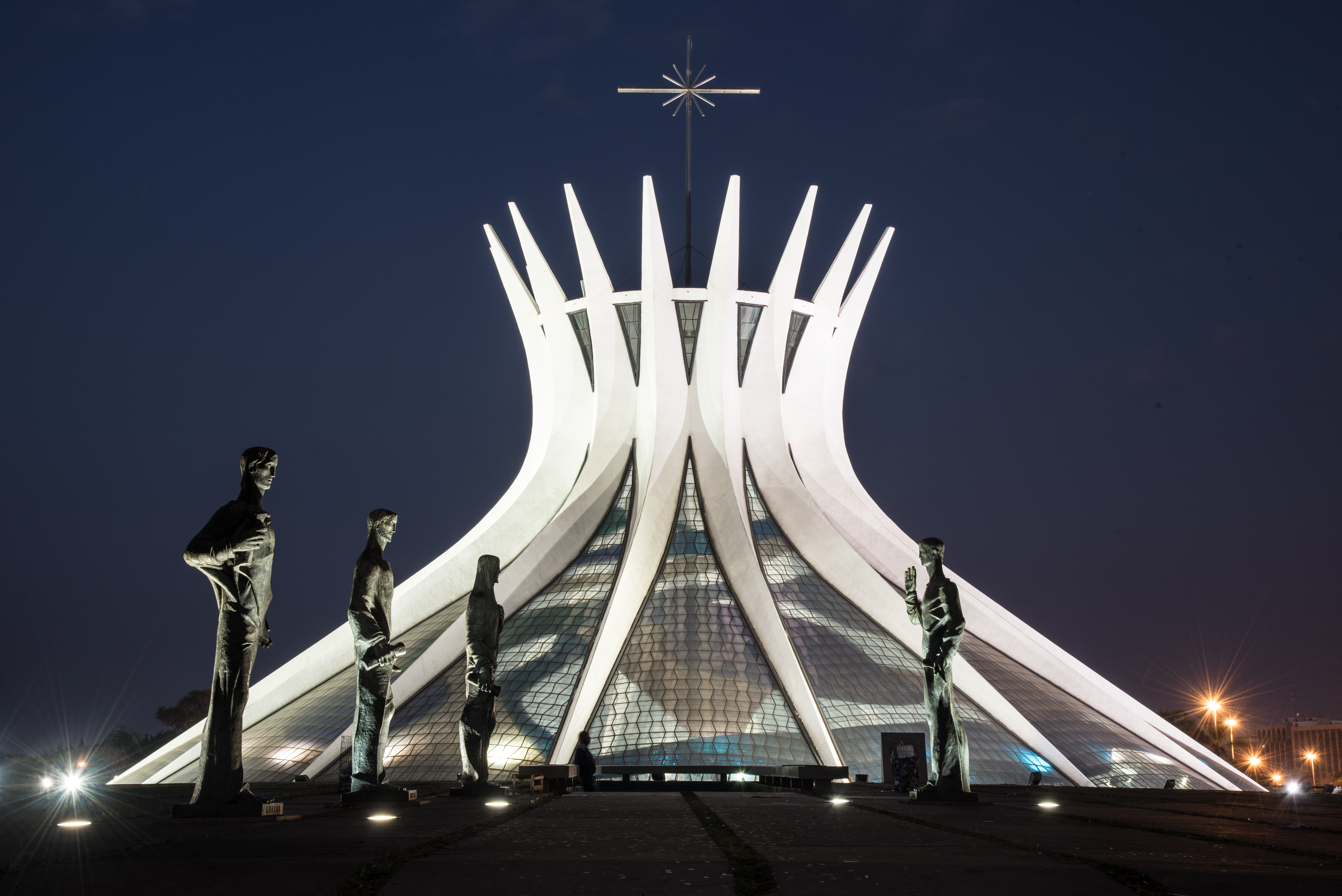
Catedrala din Brasilia

  - Catedral Metropolitana Nossa Senhora da Assunção e São Paulo
  - Catedrala ortodoxă antiohiană din São Paulo
- Aparecida: Basílica de Nossa Senhora Aparecida

### Mexic
- Guadalupe: Santuario de Nuestra Señora de Guadalupe
- Ciudad de México: Catedral de México

### Peru

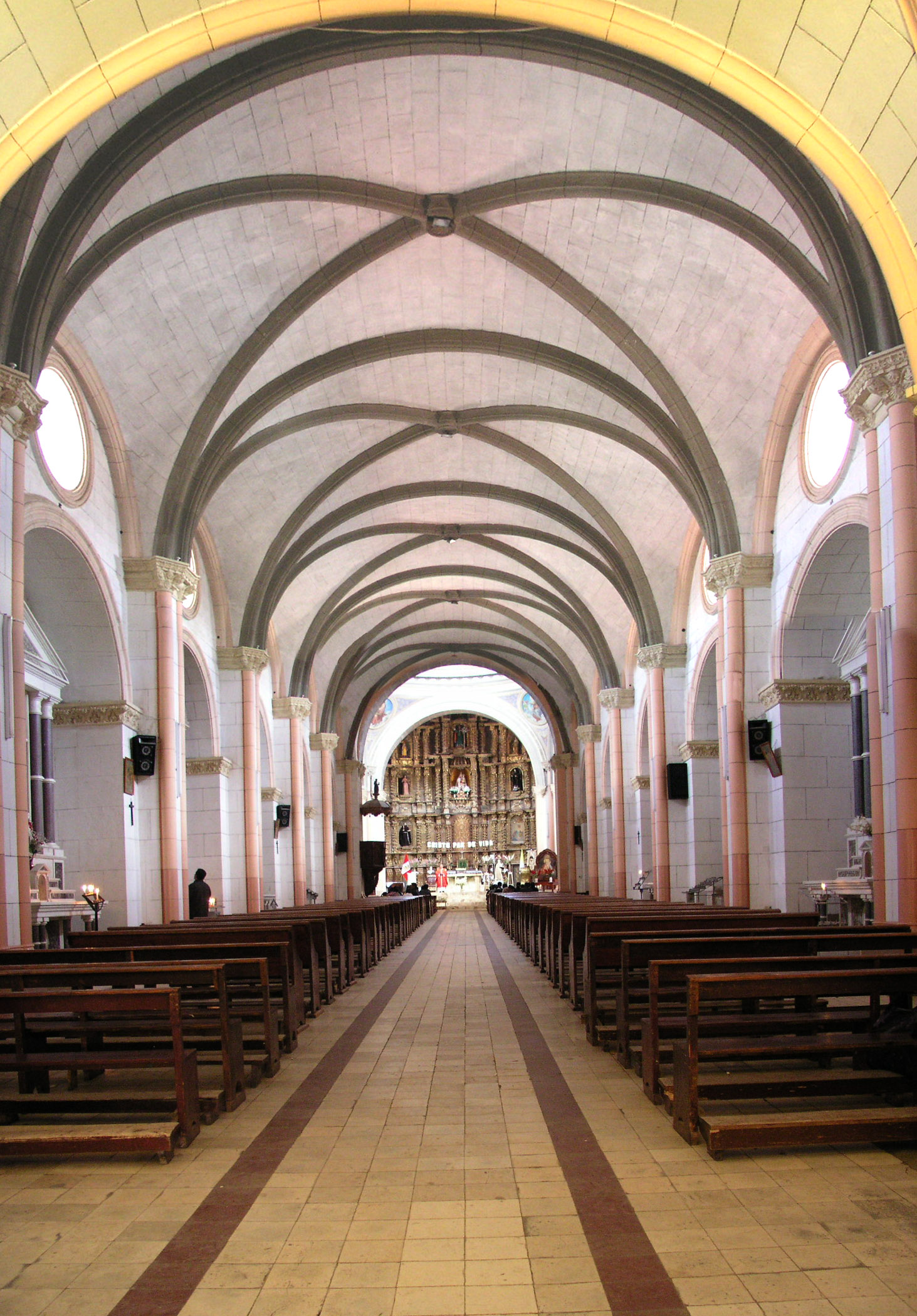
Kathedrale von Jauja

- Jauja:
  - Kathedrale
  - Capilla Cristo Pobre
- Lima:
  - Catedrala din Lima

### SUA

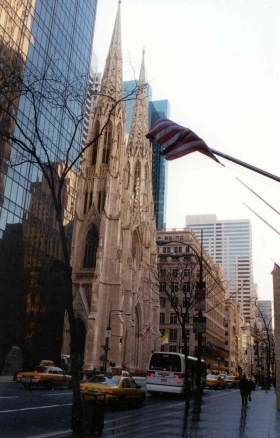
Saint Patrick’s Cathedral in New York

- Baltimore: Bazilica Sfânta Maria din Baltimore
- Boston: Christian Science Mother Church
- Garden Grove: Crystal Cathedral
- Houston: Christ Church Cathedral
- Louisville: Cathedral of the Assumption
- New Orleans: Saint Louis Cathedral
- New York: Saint Patrick’s Cathedral
- Pittsburgh: Cathedral of Hope
- Washington:
  - Basilica of the National Shrine of the Immaculate Conception
  - Washington National Cathedral

### Venezuela
- Caracas
  - Catedrala din Caracas
  - Biserica Sfinții Împărați Constantin și Elena din Caracas

## Africa

### Coasta de Fildeș
- Yamoussoukro: Bazilica Notre-Dame de la Paix

### Egipt
- Alexandria: St. Markus

### Etiopia

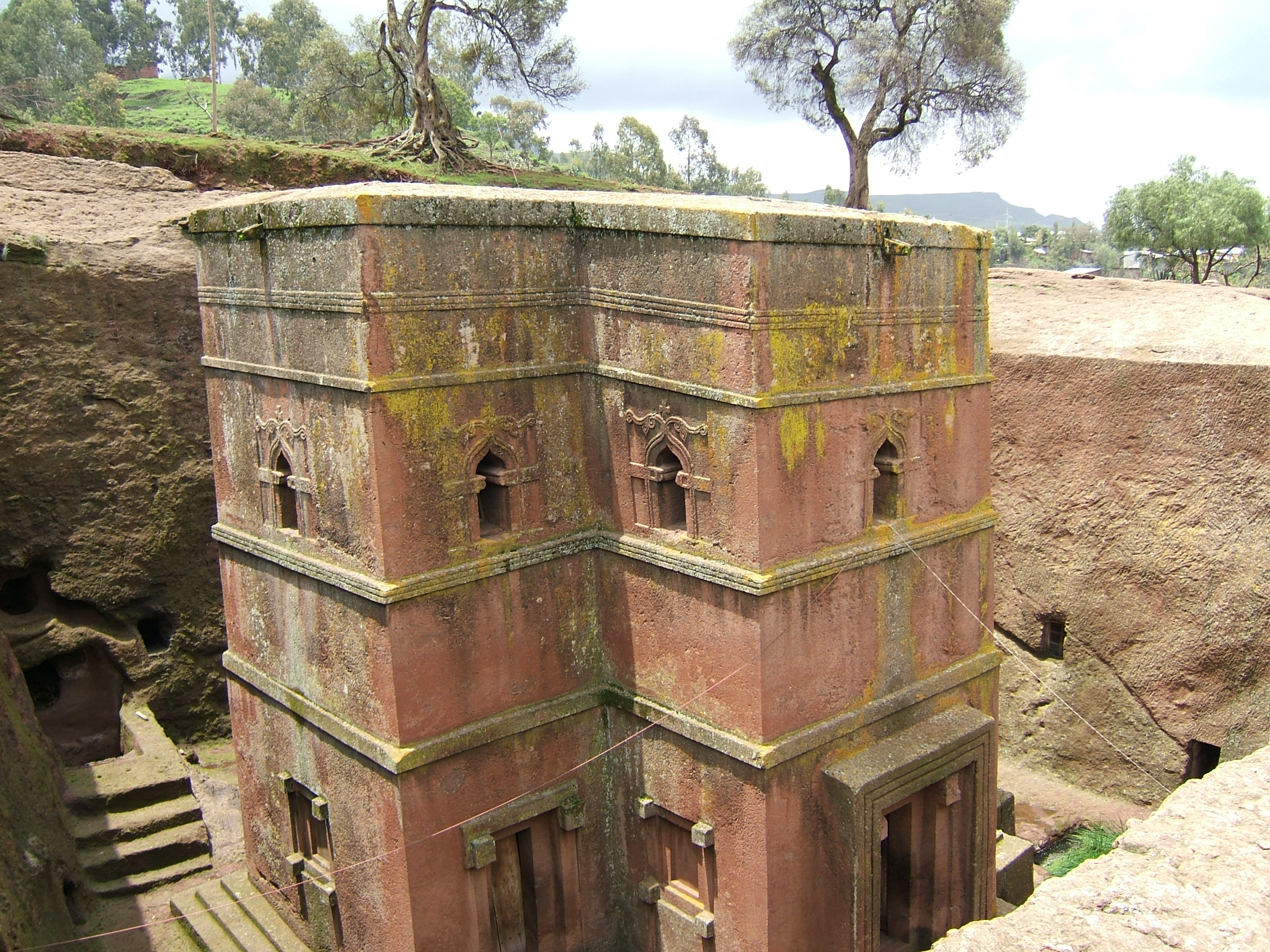
Biserica Sfântul Gheorghe, sculptată în stâncă, din Lalibela, Etiopia.

- Addis Abeba: Catedrala Sfânta Treime
- Lalibela: Biserica sculptată în stâncă

## Asia

### Filipine
- Manila:
  - Gesu
  - Kathedrale
  - San Agustín

### China
- Beijing: Catedrala Sfântul Iosif

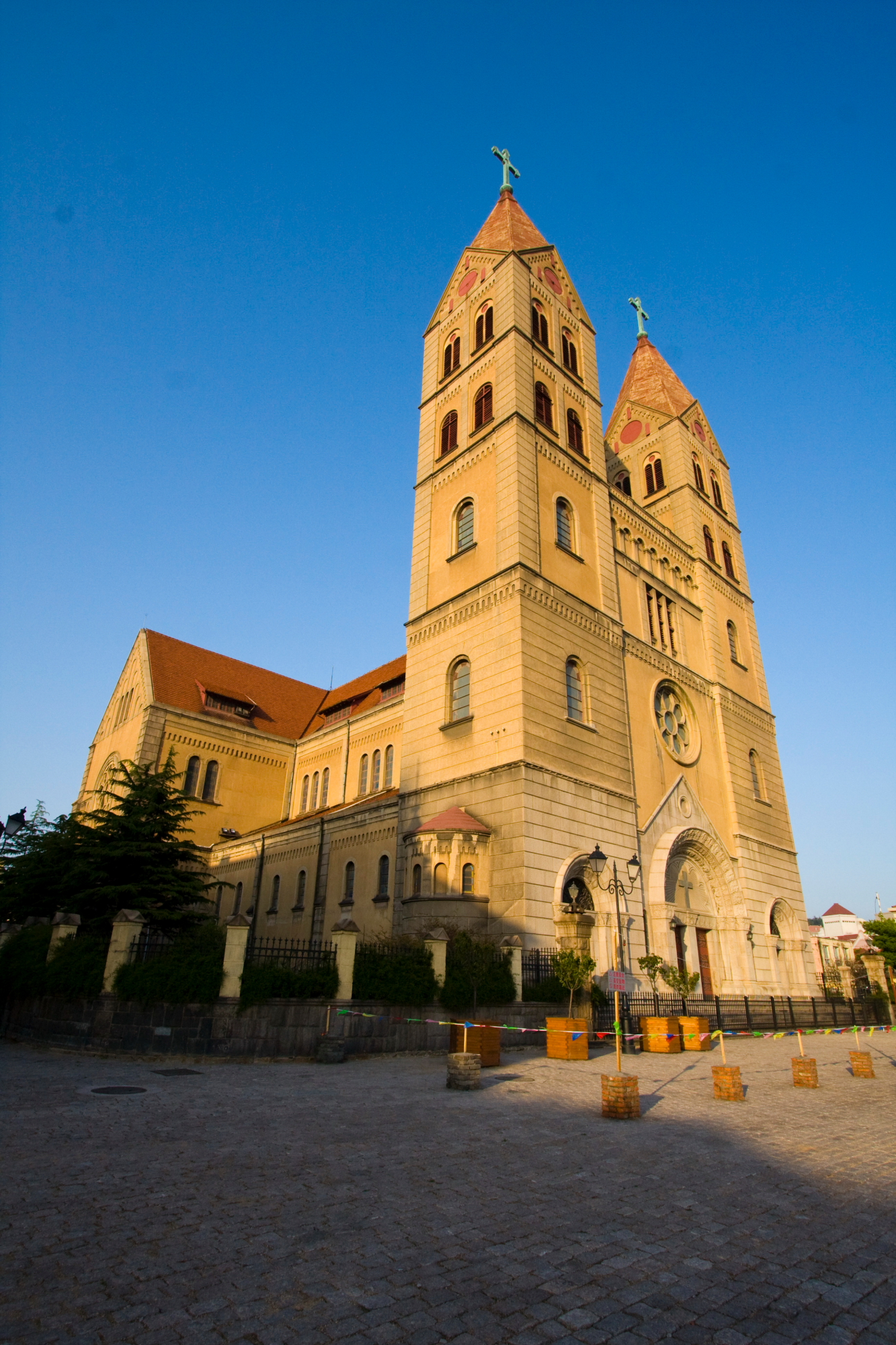
Catedrala Sfântul Mihail din Qingdao

- Qingdao: Catedrala Sfântul Mihail
- Shanghai: Xujiahui-Kathedrale

### India
- Chennai: San Thome Basilica
- Mumbai:
  - Cathedral of the Holy Name
  - St Thomas' Cathedral
- Panaji: Unsere Liebe Frau der Unbefleckten Empfängnis

### Israel/Palestina
- Bethlehem: Biserica Nativității
- Ierusalim:
  - Dominus flevit
  - Ecce-Homo-Basilika
  - Erlöserkirche
  - Biserica Sfântului Mormânt
  - Himmelfahrtskirche (Jerusalem)
  - Mariengrab
  - Paternosterkirche
  - Todesangstbasilika
  - St. Peter in Gallicantu
  - Verurteilungskapelle
- Nazaret: Bazilica Bunei Vestiri din Nazaret

### Liban
- Beirut:
  - Catedrala Maronită Sfântul Gheorghe din Beirut
  - Catedrala ortodoxă greacă „Sfântul Gheorghe” din Beirut

### Singapore
- Singapore:
  - City Harvest Church
  - St. Andrew's Cathedral

### Turcia
- Istanbul:
  - Biserica Chora
  - Hagia Sophia

### Japonia
- Tokyo:
  - Catedrala Sfânta Maria din Tokyo
  - Nikolaikirche

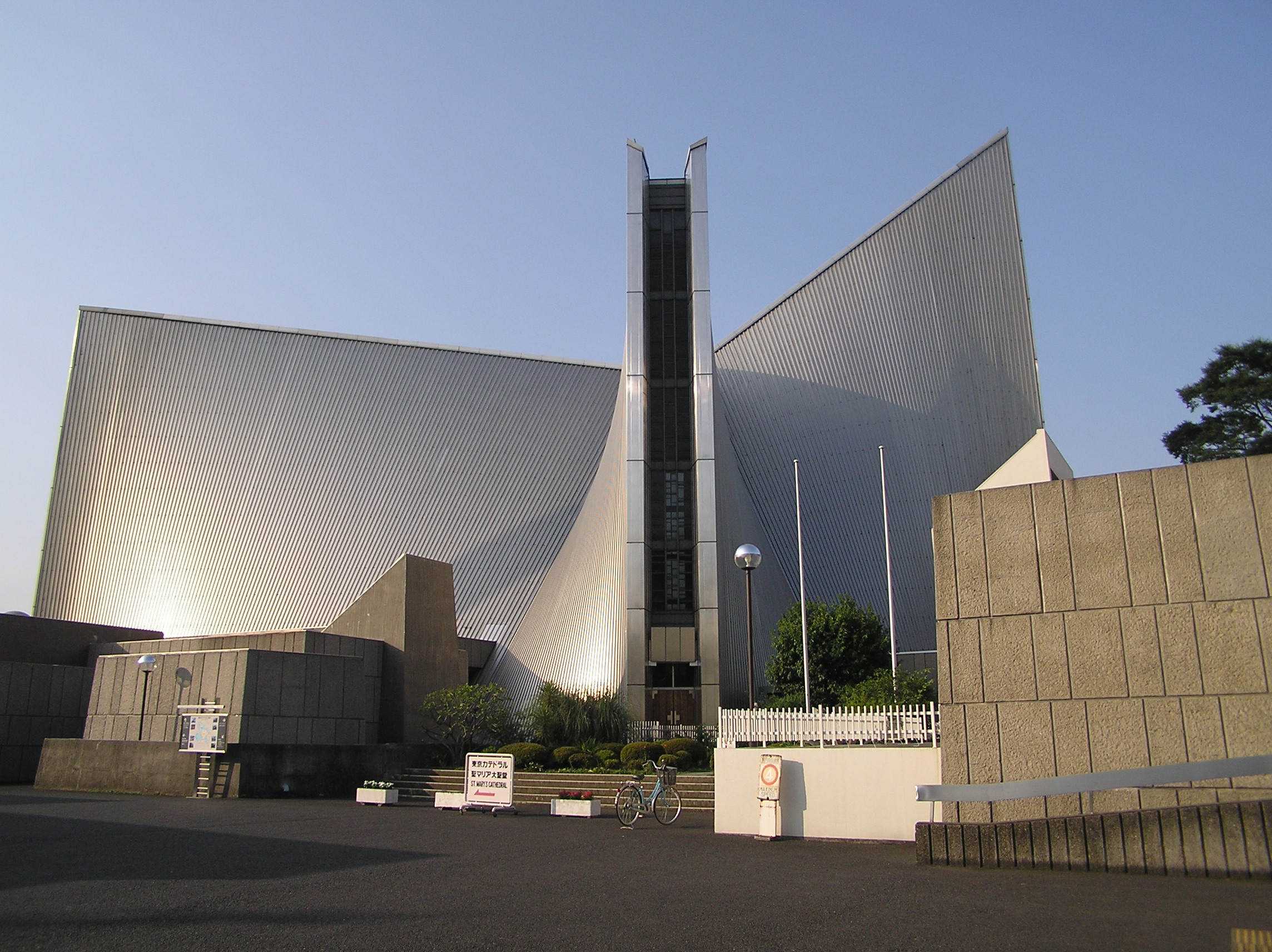
Catedrala Sfânta Maria din Tokyo, arhitect Kenzo Tange

- Hiroshima: Catedrala Adormirea Maicii Domnului din Hiroshima

## Australia
- Adelaide: St Peter’s Cathedral
- Brisbane: St John’s Cathedral
- Melbourne:
  - St Paul’s Cathedral
  - St Patrick’s Cathedral
- Sydney:
  - St. Andrew's Cathedral
  - St Mary's Cathedral